# Matteo Di Giusto
Matteo Di Giusto (Wetzikon, Zürich kanton, 2000. augusztus 18. –) svájci korosztályos válogatott labdarúgó, a Winterthur középpályása.

## Pályafutása

### Klubcsapatokban
Di Giusto a svájci Wetzikon városában született. Az ifjúsági pályafutását a Wagen, a Wettingen, a Baden és a német Freiburg csapatában kezdte, majd a Zürich akadémiájánál folytatta.
2019-ben mutatkozott be a Zürich első osztályban szereplő felnőtt keretében. 2020-ban a Vaduzhoz igazolt. 2022. július 1-jén négyéves szerződést kötött a Winterthur együttesével. Először a 2022. július 16-ai, Basel ellen 1–1-es döntetlennel zárult mérkőzésen lépett pályára. Első gólját 2022. október 18-án, a Sion ellen hazai pályán 1–0-ra megnyert találkozón szerezte meg.

### A válogatottban
Di Giusto az U16-os, az U17-es, az U20-as és az U21-es korosztályú válogatottakban is képviselte Svájcot.
2021-ben debütált az U21-es válogatottban. Először a 2021. május 30-ai, Írország ellen 2–0-ra megnyert mérkőzés 60. percében, Kastriot Imerit váltva lépett pályára.

## Statisztika
2024. augusztus 10. szerint.
| Klub       | Szezon   | Bajnokság              | Bajnokság | Bajnokság | Kupa  | Kupa  | Nemzetközi | Nemzetközi | Összesen | Összesen |
| Klub       | Szezon   | Bajnokság              | Mérk.     | Gólok     | Mérk. | Gólok | Mérk.      | Gólok      | Mérk.    | Gólok    |
| ---------- | -------- | ---------------------- | --------- | --------- | ----- | ----- | ---------- | ---------- | -------- | -------- |
| Zürich     | 2019–20  | Swiss Super League     | 1         | 0         | 0     | 0     | —          | —          | 1        | 0        |
| Vaduz      | 2020–21  | Swiss Super League     | 33        | 4         | 0     | 0     | 1          | 0          | 34       | 4        |
| Vaduz      | 2021–22  | Swiss Challenge League | 27        | 6         | 2     | 3     | 2          | 0          | 31       | 9        |
| Winterthur | 2022–23  | Swiss Super League     | 35        | 6         | 3     | 1     | —          | —          | 38       | 7        |
| Winterthur | 2023–24  | Swiss Super League     | 35        | 6         | 4     | 0     | —          | —          | 39       | 6        |
| Winterthur | 2024–25  | Swiss Super League     | 4         | 3         | 0     | 0     | —          | —          | 4        | 3        |
| Összesen   | Összesen | Összesen               | 135       | 25        | 9     | 4     | 3          | 0          | 147      | 29       |